# Ctenophorus clayi
Ctenophorus clayi är en ödleart som beskrevs av  Storr 1967. Ctenophorus clayi ingår i släktet Ctenophorus och familjen agamer. Inga underarter finns listade i Catalogue of Life.